# Файксова, Тереза
Тереза Файксова (род. 17 мая 1989, Иванчице) — чешская модель, победительница международного конкурса красоты «Мисс Земля» 2012.

## Биография
Тереза закончила спортивный лицей в городке Иванчице, где играла в волейбольной команде. В настоящее время проживает в Брно. 
С 2008 по 2012 год училась в частной Академии государственного управления в Брно по специальности «Управление персоналом». В 2017 году окончила факультет регионального развития и международных исследований Университета Менделя в Брно, где получила степень бакалавра.
В 2011 году она участвовала в конкурсе красоты Miss Bikini International 2011, где вошла в Топ-24.
В 2012 году Тереза стала первой чешкой — обладательницей титула «Мисс Земля».

## Личная жизнь
В 2019 году у нее родилась дочь Лилиен, а 2021 году сын Себастьян. от cвоего давнего партнера профессионального баскетболиста из БрноЛюбоша Грегора с которым она вместе живёт уже 18 лет. с 2022 года пара помолвлена.